# Tayloria cameruniae
Tayloria cameruniae là một loài rêu trong họ Splachnaceae. Loài này được (Müll. Hal. ex Dusén) Broth. mô tả khoa học đầu tiên năm 1903.